# Linie následnictví bahrajnského trůnu
Následnictví bahrajnského trůnu je dáno řádem agnatické primogenitury v mužském potomstvu krále Hamada bin Ísá Ál Chalífa. Vládnoucí bahrajnský král má však podle článku 1 bahrajnské ústavy právo jmenovat kteréhokoli ze svých synů svým nástupcem.

## Současná linie následnictví
- Hakím Ísá I. Ál Chalífa (1848–1932)
  -   Hakím Hamad I. Ál Chalífa (1872–1942)
    -   Hakím Salmán Ál Chalífa (1894–1961)
      -  Emír Ísá II. Ál Chalífa (1931–1999)
        -  Král Hamad II. Ál Chalífa (born 1950)
          - (1) Korunní princ Salmán bin Hamad Ál Chalífa (* 1969)
            - (2) Ísá bin Salmín Ál Chalífa (* 1990)
              - (3) Hamad bin Ísá Ál Chalífa (* 2014)
              - (4) Abdulláh bin Ísá Ál Chalífa (* 2016)
              - (5) Salmán bin Ísá Ál Chalífa (* 2020)

            - (6)  Mohamed bin Salmán Ál Chalífa (* 1991)
              - (7) Ahmad bin Mohamed Ál Chalífa (* 2018)

          - (8) Abdulláh bin Hamad Ál Chalífa (* 1976)
            - (9) Ísá bin Abdulláh Ál Chalífa (* 1999)
            - (10) Salmán bin Abdulláh Ál Chalífa (* 2004)

          - (11) Chalífa bin Hamad Ál Chalífa (* 1978)
            - (12) Mohamed bin Chalífa Ál Chalífa (* 2006)
            - (13) Salmán bin Chalífa Ál Chalífa (* 2008)

          - (14) Násir bin Hamad Ál Chalífa (* 1987)
            - (15) Hamad bin Násir Ál Chalífa (* 2012)
            - (16) Mohamed bin Násir Ál Chalífa (* 2012)
            - (17) Hamdán bin Násir Ál Chalífa (* 2018)
            - (18) Chálid bin Násir Ál Chalífa (* 2022)

          - (19) Chálid bin Hamad Ál Chalífa (* 1988)
            - (20) Fajsal bin Chálid Ál Chalífa (* 2012)
            - (21) Abdulláh bin Chálid Ál Chalífa (* 2015)
            - (22) Násir bin Chálid Ál Chalífa (* 2021)
            - (23) Salmán bin Chálid Ál Chalífa (* 2021) 

          - (24) Sultán bin Hamad Ál Chalífa

        - Rašíd bin Ísá Ál Chalífa († 2010)
          - (25) Turki bin Rašíd Ál Chalífa
          - (26) Mohamed bin Rašíd Ál Chalífa
          - (27)  Fajsal bin Rašíd Ál Chalífa
          - (28) Abdulláh bin Rašíd Ál Chalífa
          - (29) Salmán bin Rašíd Ál Chalífa (* 1988/1986)
          - (30) Nawáf bin Rašíd Ál Chalífa (* 1993)
          - (31) Ísá bin Rašíd Ál Chalífa (* 1995)
          -  (32) Ibrahim bin Rašíd Ál Chalífa (* 1996)

        - (33) Mohamed bin Ísá Ál Chalífa
          - (34) Ísá bin Mohamed Ál Chalífa
          - (35) Salmán bin Mohamed Ál Chalífa

        - (36)  Abdulláh bin Ísá Ál Chalífa
          - (37) Hamad bin Abdulláh Ál Chalífa
          - (38) Ísá bin Abdulláh Ál Chalífa
          - (39) Mohamed bin Abdulláh Ál Chalífa

        - (40) Alí bin Ísá Ál Chalífa 
          - (41) Ísá bin Alí Ál Chalífa
          - (42) Chálid bin Alí Ál Chalífa
          - (43) Chalífa bin Alí Ál Chalífa

      - Chalífa bin Salmán Ál Chalífa (1935–2020)
        - (44) Alí bin Chalífa Ál Chalífa 
          - (45)  Chalífa bin Alí Ál Chalífa
          -  (46) Ísá bin Alí Ál Chalífa 

        -  (47) Šejk Salmán bin Chalífa Ál Chalífa 

      - Mohamed bin Salmán Ál Chalífa (1940–2009)
        - (48) Ahmad bin Mohamed Ál Chalífa
        - (49) Hamad bin Mohamed Ál Chalífa
        - (50) Chálid bin Mohamed Ál Chalífa
        - (51) Chalífa bin Mohamed Ál Chalífa
        - (52) Salmán bin Mohamed Ál Chalífa
        - (53) Abdulláh bin Mohamed Ál Chalífa
        - (54) Sultán bin Mohamed Ál Chalífa
        - (55) Haším bin Mohamed Ál Chalífa 
          -  (56) Mohamed bin Haším Ál Chalífa

        - (57) Nadýr bin Mohamed Ál Chalífa
        - (58) Alí Zajn al-Abidýn bin Mohamed Ál Chalífa[1]
        -  (59) Ísá bin Mohamed Ál Chalífa[zdroj?]

Po Ísovi bin Mohamed Ál Chalífa jsou nejprve potomci Hakíma Hamada bin Ísá Ál Chalífa a poté potomci Hakíma Ísy bin Alí Ál Chalífa.